# Белоградец
Белоградец (болг. Белоградец) — село в Болгарии. Находится в Варненской области, входит в общину Ветрино. Население составляет 1263 человека.

## Политическая ситуация
В местном кметстве Белоградец, в состав которого входит Белоградец, должность кмета (старосты) исполняет Али  Бекиров Хасанов (Движение за права и свободы (ДПС)) по результатам выборов.
Кмет (мэр) общины Ветрино — Георги Димитров Андреев (Граждане за европейское развитие Болгарии (ГЕРБ)) по результатам выборов.